# 尚寢宋氏
尚寢宋氏（상침 송씨，1396年—1463年），朝鮮世宗的後宮，貞顯翁主的生母。

## 生平
歷史上關於她的紀錄非常之少，僅知道她生下世宗的庶長女貞顯翁主。不過從其墓誌銘可以了解到她少時入宮，乙巳年（1425年）生下貞顯翁主，在世宗過世後出宮與女兒、女婿生活。明天順七年（朝鮮世祖九年）八月二十一日因為喘疾病逝，享壽六十八歲（虛歲），由此推算她生於朝鮮太祖五年（1396年）。
尚寢為女官職位名稱，地位比尚宮略低，宋氏不知何故終其一生都未能冊封嬪妃位號。

## 家庭
| 称谓 | 姓名              | 生卒       | 备注            |
| ---- | ----------------- | ---------- | --------------- |
| 丈夫 | 李祹 朝鲜世宗     | 1397－1450 | 朝鲜第4代国王。 |
| 女儿 | 全州李氏 貞顯翁主 | 1425－1480 | 世宗庶二女。    |
| 女婿 | 尹師路 鈴川府院君 | 1423－1463 | 本貫坡平。      |
| 外孫 | 尹磻 鈴川君       |            | 韓明澮之女婿。  |
| 外孫 | 尹磷 副正         |            | 贈參議。        |